# Polish Bowl

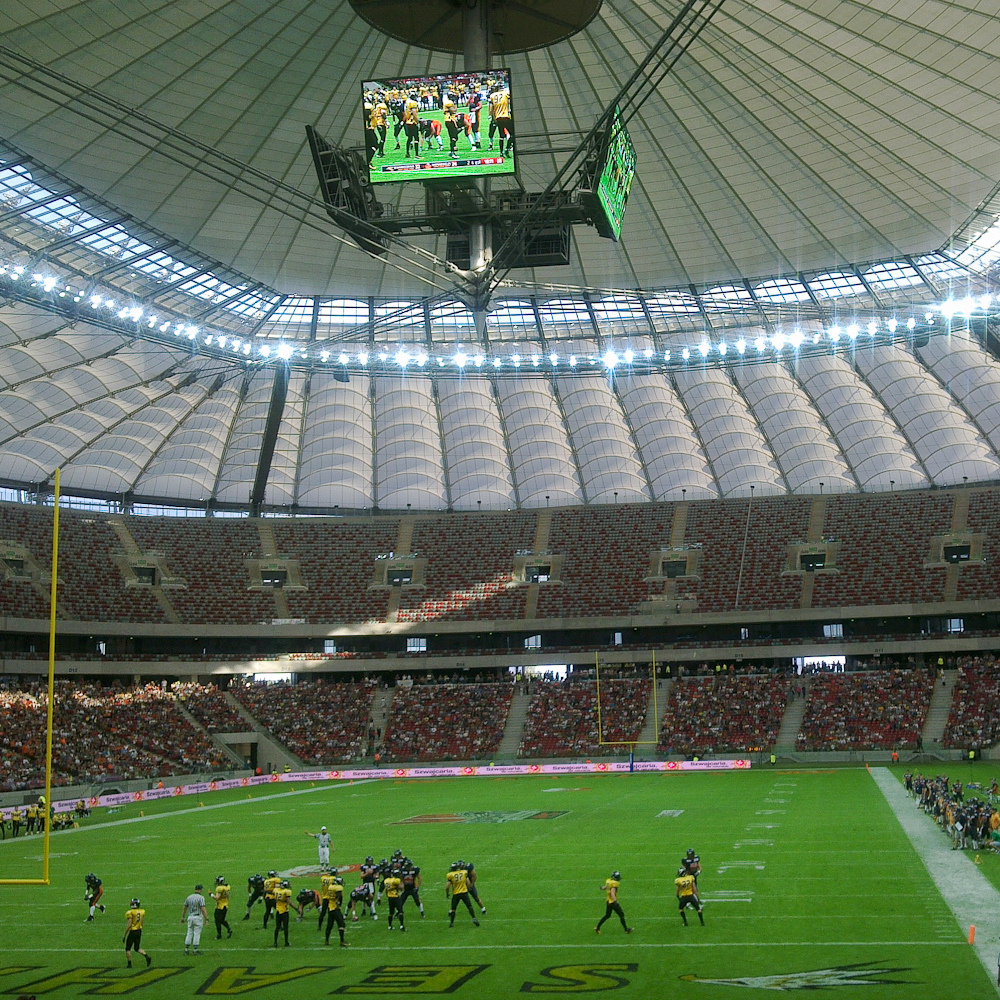
VII SuperFinał (2012) rozegrany na Stadionie Narodowym w Warszawie

Polish Bowl (w latach 2011–2018 pod nazwą SuperFinał) – mecz decydujący o mistrzostwie najwyższej klasy rozgrywek ligowych futbolu amerykańskiego w Polsce, a od 2018 r. również o tytule mistrza Polski w tej dyscyplinie sportu. W latach 2006–2017 było to spotkanie dwóch najlepszych drużyn Polskiej Ligi Futbolu Amerykańskiego (PLFA), natomiast po rozłamie w PLFA i utworzeniu Ligi Futbolu Amerykańskiego (LFA), w latach 2018–2020 organizację meczu przejęła LFA. Od 2021 r. organizatorem pojedynku jest Związek Futbolu Amerykańskiego w Polsce, a biorą w nim udział dwa najlepsze zespoły Polskiej Futbol Ligi (PFL). Nazwa wydarzenia pochodzi od pojedynku finałowego NFL – Super Bowl. Pierwszy mecz Polish Bowl rozegrano 12 listopada 2006 w Warszawie na stadionie Marymontu. Tylko dwóm zespołom w historii udało się wygrać Polish Bowl dwa razy z rzędu. Dokonali tego Seahawks Gdynia w latach 2014 i 2015, a także dwukrotnie Panthers Wrocław w 2016 r. i 2017 r. oraz w 2019 r. i 2020 r..

## Lista meczów
| Edycja | Sezon | Data                 | Miasto    | Stadion            | Godzina | Zwycięzca            | Wynik | Pokonany                | MVP                                               | Widzów |
| I      | 2006  | 12 listopada 2006    | Warszawa  | Stadion Marymontu  | 12:30   | Warsaw Eagles        | 34:6  | Pomorze Seahawks        | Adam Zając (Eagles)                               | 1300   |
| II     | 2007  | 14 października 2007 | Warszawa  | Stadion Marymontu  | 13:00   | The Crew Wrocław     | 18:0  | Silesia Miners          | Paweł Wojcieszak (The Crew)                       | 600    |
| III    | 2008  | 18 października 2008 | Wrocław   | Stadion Olimpijski | 17:00   | Warsaw Eagles        | 26:14 | Pomorze Seahawks        | Wojciech Krzemień (Eagles)                        | 1000   |
| IV     | 2009  | 17 października 2009 | Warszawa  | Stadion Marymontu  | 13:00   | Silesia Miners       | 18:7  | The Crew Wrocław        | Grzegorz Suder (Miners)                           | 1200   |
| V      | 2010  | 24 lipca 2010        | Wrocław   | Stadion „Oławka”   | 15:30   | Devils Wrocław       | 26:21 | The Crew Wrocław        | Dawid Tarczyński (Devils)                         | 1200   |
| VI     | 2011  | 17 lipca 2011        | Bielawa   | Stadion Miejski    | 16:00   | The Crew Wrocław     | 27:26 | Devils Wrocław          | Mark Philmore (The Crew)                          | 1500   |
| VII    | 2012  | 15 lipca 2012        | Warszawa  | Stadion Narodowy   | 17:00   | Seahawks Gdynia      | 52:37 | Warsaw Eagles           | Kyle McMahon (Seahawks)                           | 23 000 |
| VIII   | 2013  | 14 lipca 2013        | Warszawa  | Stadion Narodowy   | 17:00   | Giants Wrocław       | 29:13 | Warsaw Eagles           | Jamal Schulters (Giants)                          | 16 500 |
| IX     | 2014  | 2 sierpnia 2014      | Gdynia    | Stadion Miejski    | 15:30   | Seahawks Gdynia      | 41:32 | Panthers Wrocław        | Tunde Ogun (Seahawks)                             | 7100   |
| X      | 2015  | 11 lipca 2015        | Wrocław   | Stadion Wrocław    | 19:00   | Seahawks Gdynia      | 28:21 | Panthers Wrocław        | Angelo Pease (Seahawks)                           | 14 000 |
| XI     | 2016  | 16 lipca 2016        | Białystok | Stadion Miejski    | 20:00   | Panthers Wrocław     | 56:13 | Seahawks Gdynia         | Steven White (Panthers)                           | 5200   |
| XII    | 2017  | 25 czerwca 2017      | Łódź      | Stadion Widzewa    | 17:30   | Panthers Wrocław     | 55:21 | Seahawks Gdynia         | Timothy Morovick (Panthers)                       | 5100   |
| XIII   | 2018  | 21 lipca 2018        | Ząbki     | Dozbud Arena       | 20:00   | Warsaw Eagles        | 33:12 | Kozły Poznań            | Christopher Jeffrey (Eagles)                      | b.d.   |
| XIII   | 2018  | 21 lipca 2018        | Wrocław   | Stadion Olimpijski | 18:30   | Lowlanders Białystok | 14:13 | Panthers Wrocław        | Daniel Tarnawski (Lowlanders)                     | 4000   |
| XIV    | 2019  | 29 czerwca 2019      | Wrocław   | Stadion Olimpijski | 18:00   | Panthers Wrocław     | 28:14 | Lowlanders Białystok    | Przemysław Banat (Panthers)                       | 4500   |
| XV     | 2020  | 14 listopada 2020    | Wrocław   | Stadion Olimpijski | 16:00   | Panthers Wrocław     | 48:12 | Lowlanders Białystok    | Bartosz Dziedzic (Panthers)                       | 0      |
| XVI    | 2021  | 17 lipca 2021        | Ząbki     | Dozbud Arena       | 14:00   | Bydgoszcz Archers    | 27:7  | Tychy Falcons           | Dawid Magrean (Archers) Jakub Krystecki (Archers) | 2100   |
| XVII   | 2022  | 23 lipca 2022        | Ząbki     | Dozbud Arena       | 16:00   | Lowlanders Białystok | 21:20 | Kraków Kings            |                                                   | 2100   |
| XVIII  | 2023  | 8 lipca 2023         | Warszawa  | Stadion Polonii    | 16:30   | Lowlanders Białystok | 38:35 | Silesia Rebels Katowice |                                                   |        |
| XIX    | 2024  | 13 lipca 2024        | Warszawa  | Stadion Polonii    | 16:30   | Warsaw Eagles        | 20:10 | Lowlanders Białystok    |                                                   |        |
| XX     | 2025  | 26 lipca 2025        | Warszawa  | Dozbud Arena       | 15:00   | Warsaw Eagles        |       | Warsaw Mets             |                                                   |        |

## Link zewnętrzny
- Oficjalna strona internetowa Polskiej Futbol Ligi